# Haramachi
Haramachi (原町市, Haramachi-shi) était une ville du Japon située dans la préfecture de Fukushima.
En 2003, la population de la ville était de 48 234 habitants, pour une densité de population de 243 hab/km2 et une superficie de 198,49 km2.
La ville a été fondée le 20 mars 1954 et a été incorporée à la nouvelle ville de Minamisōma le 1er janvier 2006.
Les symboles municipaux sont le zelkova du Japon, le lys et l'alouette des champs.
Haramachi est desservie par la route nationale 6.